# Tallmyr

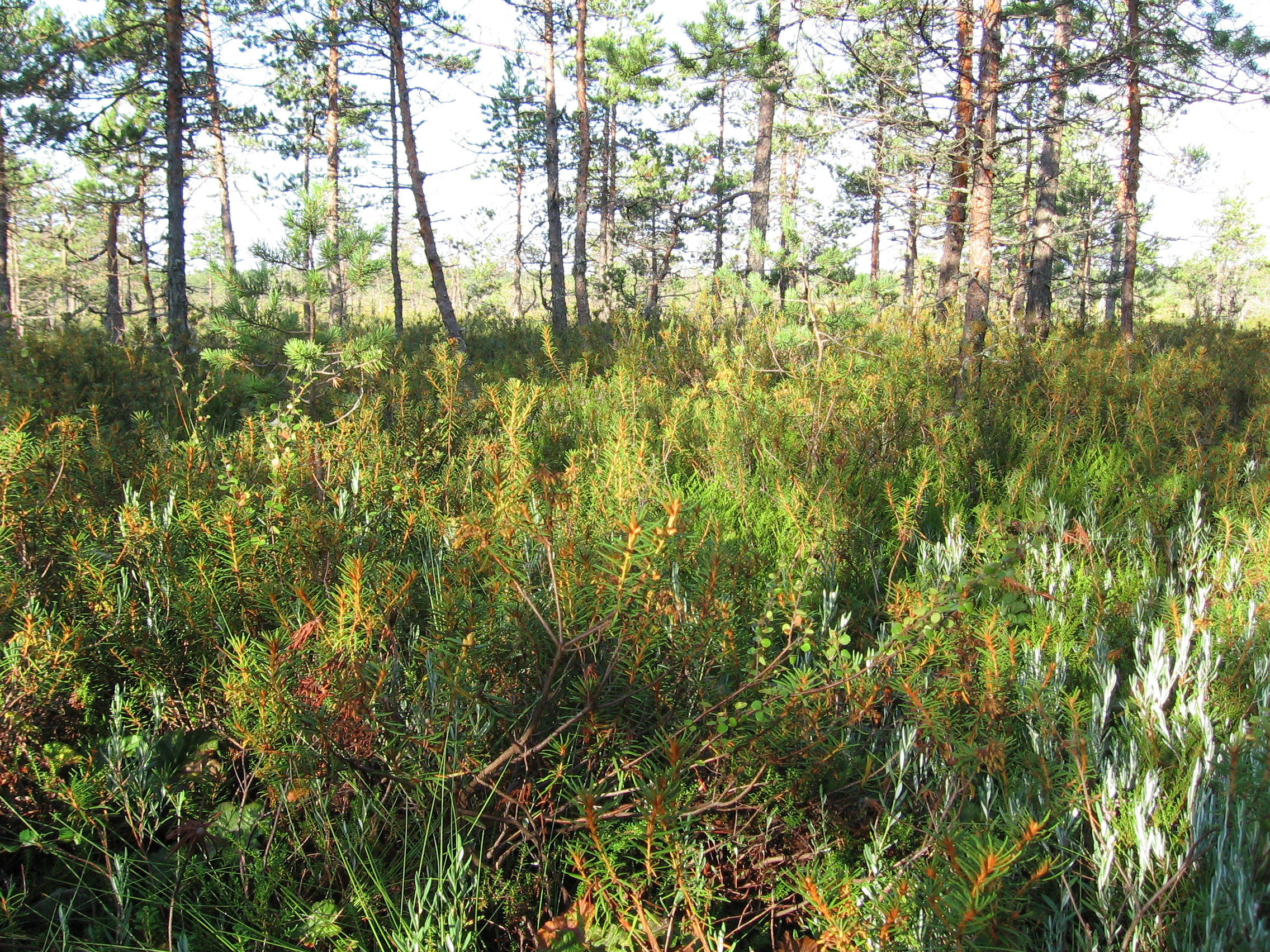
Tallmyr i södra Finland.

En tallmyr är en myr med ett trädskikt som domineras av tall. Ordet används i den finländska myrtypsklassificering som utvecklades av A.K. Cajander och motsvarar där det som på finska kallas för räme, en av de fyra huvudtyperna.

## Tallmossar och tallkärr
Tallmyrar kan vara antingen tallmossar (en mosse är en myr som endast får sitt vatten från nederbörden) eller tallkärr (ett kärr är en myr som även får vatten från omgivande mark).
De indelas i bland annat följande undertyper, som i stort sett följer Vegetationstyper i Norden:

### Tallmossar
- fuscum-tallmosse (rahkaräme)[2]
- ris-tallmosse (isovarpuräme)[2]
- tuvulls-tallmosse (tupasvillaräme)[2]

### Tallkärr
- mo-tallkärr (kangasräme)[2]
- skogs-tallkärr (korpiräme)[2]
- klotstarrs-tallkärr (pallosararäme)[1]
- rikkärrs-tallkärr (lettoräme)[1]

## Övriga huvudtyper
De andra tre huvudtyperna i Cajanders myrklassificering är:
- fattigmyr (neva)
- rikkärr (letto)
- skogskärr (korpi)